# Cratere Kodu
Kodu  è un cratere sulla superficie di Venere.